# Dan Zimmermann
Dan (egentligen Daniel) Zimmermann är en tysk trummis som föddes den 30 oktober 1966 i Nürnberg. Han har gjort sig känd i bl.a. Gamma Ray och Freedom Call.

## Biografi
Hans musikaliska intresse tog sin början då han som tioåring såg sin äldre kusin spela trummor. Innan dess hade Dan spelat lite flöjt, men inte fastnat för det, men nu kände han att han ville spela trummor! Han började samla pengar till ett eget trumset och köpte sig så småningom ett s.k. "Rimmel Drum Kit" som han genast började öva på. Tidiga influenser var bl.a. Judas Priest, Motörhead, Kiss och AC/DC.
1988 började Dan på "Frankfurt Music College" där han studerade mestadels jazz till dess att han 1990 började på "American Institute of Music" i Vienna. Under denna tid startade han också sitt första seriösa band, ett coverband kallat Lanzer.
Dan kom i kontakt med Kai Hansen och Dirk Schlächter under inspelningen av Lanzer's andra skiva, Under a different sun, vilket skedde i november år 1995 i Hansen Studios, Hamburg där de båda sistnämnda också bodde. Dirk arbetade som producent och ljudtekniker och Kai gästspelade ett solo på en av låtarna och de tre kom mycket bra överens, så bra att de höll kontakten även efter det att skivan var färdiginspelad. Passande nog sökte Kais och Dirks band Gamma Ray ett par år därefter en trummis och Dan hade tidigare berättat för de övriga medlemmarna i Lanzer att han ämnade sluta i bandet då han kände att cover-spelandet inte gav honom något. Så 1996 sökte han jobbet som Gamma Ray's trummis.
Två dagar efter det att han varit på audition fick han jobbet och Gamma Ray började genast spela in sitt album Somewhere Out in Space. Dan har varit Gamma Rays trummis fram till 2012.
Han har också spelat i många andra projekt som Iron Savior och Kingdom Come och år 1998 startade han tillsammans med vännen Chris Bay bandet Freedom Call.

## Diskografi

### Lanzer
- Under A Diffrent Sun (1995)

### Hirsch und Palatzky
- Saitenfeuer (1997)

### Gamma Ray
- Valley of the Kings (Single) (1997)
- Somewhere Out in Space (1997)
- Rebellion in Sao Paulo Live (Official Bootleg) (1997)
- The Karaoke Album (1997)
- Hansen out in France (Bootleg) (1998)
- Powerplant (1999)
- Blast from the Past (Best of) (2000)
- Heaven of Hell (Single) (2001)
- No World Order (2001)
- Skeletons in the Closet (Live) (2003)
- Power of Metal (Sampler) (2003)
- Majestic (2005)
- Land of the Free II (2007)
- Hell Yeah! The Awesome Foursome (2008)
- To the Metal (2010)
- Skeletons & Majesties (EP) (2011)
- Skeletons & Majesties Live (2012)

### Freedom Call
- Stairway to Fairyland (1999)
- Taragon (Mini LP) (1999)
- Silent Empire (Promo Acoustic Versions) (2001)
- Crystal Empire (2001)
- Eternity (2002)
- Live Invasion (2004)
- The Circle of Life (2005)
- Dimensions (2007)

### Iron Savior
- Coming Home (Single) (1998)
- Unification  (1999)

### Lenny Wolf
- Lenny Wolf (1999)